# Тариф Фордни–Мак-Камбера
Тари́ф Фо́рдни–Мак-Ка́мбера (англ. Fordney–McCumber Tariff) — закон США 1922 года, который повысил американские тарифы на многие импортные товары для защиты фабрик и ферм. Конгресс США склонился в пользу бизнеса, приняв тариф и содействуя внешней торговле, предоставив Европе огромные кредиты. Это, в свою очередь, привело к закупке большего количества товаров из США. Однако через пять лет после введения тарифа американские торговые партнёры значительно повысили свои собственные тарифы. Франция повысила тарифы на автомобили с 45 % до 100 %, Испания — на американские товары на 40 %, а Германия и Италия — на пшеницу. По данным Американского фермерского бюро, фермеры ежегодно теряли более 300 миллионов долларов в результате введения тарифа.

## Предыстория
Первым сектором экономики, пострадавшим от падения послевоенного спроса, было сельское хозяйство. Во время Первой мировой войны американская сельскохозяйственная промышленность процветала благодаря повышению цен, что привело к увеличению производства, которое американцы использовали для поставок в Европу.
Фермеры занимали крупные суммы, чтобы расширить свои посевные площади, и испытывали трудности с выплатой кредитов, когда цены упали. Некоторые послевоенные проблемы американского сельского хозяйства проистекают из-за большого избытка сельскохозяйственных товаров, которые не могли быть поглощены национальным рынком, поскольку европейские страны в достаточной степени оправились от войны, и их рынки больше не нуждались в больших количествах американской продукции.
Валовой доход фермерских хозяйств в 1919 году составил 17,7 миллиарда долларов. К 1921 году экспорт в Европу резко сократился, а доходы фермерских хозяйств упали до 10,5 миллиарда долларов. Другие секторы экономики хотели избежать подобной участи. Выборы 1920 года поставили консервативных республиканцев, выступающих за бизнес и фермерство, под контроль как Конгресса, так и Белого дома.
Слушания были проведены Конгрессом и привели к созданию нескольких новых инструментов защиты. Одним из них был научный тариф для выравнивания производственных издержек между странами; ни одна страна не могла снизить цены, взимаемые американскими компаниями. Разница в производственных затратах была рассчитана Тарифной комиссией.
Другой была американская отпускная цена; это позволяло Президенту США рассчитывать пошлину, которая основывалась на цене американского товара, а не импортного.
Законопроект также давал Президенту США право повышать или понижать ставки на продукты, если это было рекомендовано Тарифной комиссией.
В сентябре 1922 года законопроект о тарифах Фордни–Маккамбера (названный в честь Джозефа Фордни, председателя Комитета по путям и средствам Палаты представителей США, и Портера Мак-Камбера, председателя Финансового Комитета Сената) был подписан президентом Уорреном Гардингом. В конечном счёте, закон о тарифах повысил американскую адвалорную тарифную ставку в среднем примерно до 38,5 % для облагаемого пошлиной импорта и в среднем на 14 % в целом. Тариф был защитным, а не наступательным, поскольку он определялся себестоимостью производства и рыночной стоимостью.

## Экономические последствия
Что касается сельского хозяйства, то тариф повысил покупательную способность фермеров на 2-3 %, но другие отрасли промышленности повысили цены на некоторое сельскохозяйственное оборудование. В сентябре 1926 года экономическая статистика, опубликованная фермерскими группами, показала рост стоимости сельскохозяйственной техники.
Например, средняя стоимость упряжи выросла с 46 долларов в 1918 году до 75 долларов в 1926 году, 14-дюймового плуга — с 14 до 28 долларов, косилок — с 45 до 95 долларов, а сельскохозяйственных повозок — с 85 до 150 долларов.
Это спровоцировало тарифную войну против других европейских стран, которые вели торговлю с США. По мере повышения тарифов в США за ними последовали тарифы в других странах.
По данным Американского фермерского бюро, фермеры ежегодно теряли более 300 миллионов долларов в результате введения тарифа.

## Реакции
Тариф был поддержан Республиканской партией США и консерваторами и в целом встречал противодействие Демократической партии США, либералов и прогрессистов. Одной из целей тарифа было помочь возвращавшимся с Первой мировой войны для получения лучших возможностей для трудоустройства.
Торговые партнёры немедленно подали жалобу. Европейские страны, пострадавшие от войны, запросили доступ для своего экспорта на американский рынок, чтобы произвести платежи по военным займам Америки. Конгрессмен от Демократической партии Корделл Халл предупредил: «Наши зарубежные рынки зависят как от эффективности нашего производства, так и от тарифов стран, в которых мы будем продавать. Наши собственные [высокие] тарифы являются важным фактором в каждой из них. Они вредят первым и приглашают вторых.»
Через пять лет после введения тарифа американские торговые партнёры значительно повысили свои собственные тарифы. Франция повысила тарифы на автомобили с 45 % до 100 %, Испания — на американские товары на 40%, а Германия и Италия — на пшеницу.
В 1928 году Генри Форд выступил против тарифа и утверждал, что американская автомобильная промышленность не нуждается в защите, поскольку она доминирует на внутреннем рынке. Теперь её главным интересом было расширение зарубежных продаж.
Некоторые фермеры выступили против тарифа и обвинили его в депрессии в сельском хозяйстве. Американское фермерское бюро заявило, что из-за тарифа повышение цен на шерсть-сырец обошлось фермерам в 27 миллионов долларов. Сенатор-демократ Дэвид Уолш оспорил тариф, утверждая, что фермеры были чистыми экспортёрами и поэтому не нуждались в защите. Они зависели от зарубежных рынков для продажи своих излишков. Уолш отметил, что в течение первого года действия тарифа стоимость жизни выросла выше, чем в любой другой год, за исключением периода войны. Он представил опрос Министерства труда США, в ходе которого во всех 32 городах, которые были оценены, наблюдался рост стоимости жизни. Например, расходы на продукты питания выросли на 16,5 % в Чикаго и на 9,4% в Нью-Йорке. Цены на одежду выросли на 5,5 % в Буффало и на 10,2 % в Чикаго.
Глава Фермерского бюро Миннесоты, республиканец Фрэнк Мёрфи, также утверждал, что проблема заключалась не в мировых ценах на сельскохозяйственную продукцию, а в том, что приходилось покупать фермерам.